# Voetbalkampioenschap van Ravensberg-Lippe 1910/11
In 1910/11 werd het vijfde voetbalkampioenschap van Ravensberg-Lippe gespeeld, dat georganiseerd werd door de West-Duitse voetbalbond. De competitie werd opnieuw gesplitst in twee groepen. 
Olympia 03 Osnabrück werd kampioen en plaatste zich voor de West-Duitse eindronde. De club versloeg Casseler FV 95 en 1. FC Borussia Fulda en verloor dan met 6:1 van VfvB Ruhrort 1900.
Na dit seizoen werd de competitie opgeheven en werden de clubs ondergebracht in de Westfaalse competitie. 

## A-Klasse

### Groep A
| Plaats | Club                      | Wed. | W | G | V | Saldo | Ptn. |
| ------ | ------------------------- | ---- | - | - | - | ----- | ---- |
| 1.     | FC Olympia 1903 Osnabrück | 8    |   |   |   | 24:19 | 11:5 |
| 2.     | Osnabrücker BV 05         | 8    |   |   |   | 28:15 | 10:6 |
| 3.     | FC Teutonia Osnabrück     | 8    |   |   |   | 20:12 | 10:6 |
| 4.     | FC Preußen 06 Münster     | 8    |   |   |   | 16:19 | 5:11 |
| 5.     | FC 1899 Osnabrück         | 8    |   |   |   | 11:34 | 4:12 |

|  | Geplaatst voor finale |

### Groep B
| Plaats | Club                      | Wed. | W | G | V | Saldo | Ptn. |
| ------ | ------------------------- | ---- | - | - | - | ----- | ---- |
| 1.     | Hammer FC 1903            | 8    |   |   |   | 26:14 | 12:4 |
| 2.     | 1. FC Arminia Bielefeld   | 8    |   |   |   | 29:17 | 9:7  |
| 3.     | VfB 1903 Bielefeld        | 8    |   |   |   | 18:11 | 8:8  |
| 4.     | VfB Hamm                  | 8    |   |   |   | 15:26 | 6:10 |
| 5.     | SC Eintracht 07 Bielefeld | 8    |   |   |   | 7:27  | 5:11 |

### Finale
Heen
|  |                           |       |                |  |
|  | FC Olympia 1903 Osnabrück | 1 – 0 | Hammer FC 1903 |  |
|  |                           |       |                |  |

Terug
|  |                |       |                           |  |
|  | Hammer FC 1903 | 3 – 1 | FC Olympia 1903 Osnabrück |  |
|  |                |       |                           |  |

Beslissende wedstrijd
|  |                           |       |                |  |
|  | FC Olympia 1903 Osnabrück | 3 – 1 | Hammer FC 1903 |  |
|  |                           |       |                |  |